# Towsta Mohyła

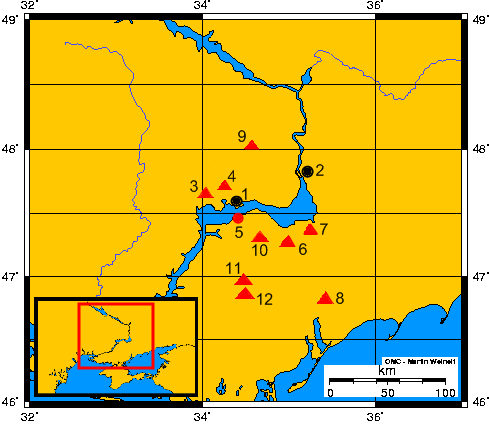
Stolica Scytów Grodzisko Kamjanśke i tzw. królewskie kurhany scytyjskie nad dolnym Dnieprem:
1) Nikopol (współczesne miasto)
2) Zaporoże (współczesne miasto)
3) Towsta Mohyła (kurhan)
4) Czertomłyk (kurhan)
5) Grodzisko Kamjanśke
6) Sołocha (kurhan)
7) Gajmanowa Mogiła (kurhan)
8) Kurhan Melitopolski
9) Kurhan Aleksandropolski
10) Bolszaja Cymbałka (kurhan)
11) Kozieł (kurhan)
12) Oguz (kurhan)

Towsta Mohyła (ukr. Товста Могила) – kurhan scytyjski z IV wieku p.n.e., odkryty koło wsi Nowoiwaniwka i Pawłopilla w pobliżu miasta Pokrow w obwodzie dniepropetrowskim na Ukrainie, zawierający pochówki rodziny królewskiej.

## Konstrukcja
Kurhan liczył sobie, w momencie rozpoczęcia wykopalisk, ponad 8,5 m wysokości i 70 m szerokości, a na nasyp składało się 15 000 m³. Otoczony był rowem, obok którego i we wnętrzu którego znaleziono liczne kości zwierząt.
Pod względem konstrukcyjnym Towsta Mohyła jest typowym scytyjskim grobowcem. Grobowiec obejmuje szyb wejściowy o długości 7,75 m, dwa pomieszczenia na dary i główną komorę, łączącą się poprzez korytarz z szybem wejściowym. W głównej komorze pochowano około pięćdziesięcioletniego mężczyznę i ta część grobowca została splądrowana jeszcze w starożytności przez rabusiów.
Nienaruszone zostały natomiast szyb i komora dodatkowa, wykopane później i znajdujące się obok wejścia do komory głównej, w bocznej części nasypu, przy czym komora ta jest jeszcze większa od głównej. Zbudowano ją ponad 7 m pod powierzchnią ziemi, czyli około 16 m pod górną powierzchnią nasypu. Znaleziono w niej 5 ciał:
- ciała młodej kobiety i niemowlęcia[1] ułożone obok siebie i otoczone bogatymi ofiarami,
- wojownika – młodego mężczyzny uzbrojonego w łuk i strzały,
- służebnej – młodej kobiety leżącej w pobliżu niszy zawierającej sprzęty kuchenne i ofiary z żywności oraz
- koniuszego – mężczyzny spoczywającego przy wozie z pełnym wyposażeniem i kilkoma końmi. W rowie okalającym wylot szybu odkryto liczne kości zwierzą: koni, dzików i jeleni, a także skorupy naczyń na wino.

Ciało dziecka i wojownika zostały pochowane później, a wniesione zostały do komory przez otwór zrobiony w sklepieniu grobowca.

## Cenne znaleziska
W grobowcu odnaleziono dużą liczbę cennych zabytków, w tym: pozostałości drewnianego sarkofagu, wielką ilość złotych okuć baldachimu, ozdoby ciała (bransolety, pierścienie) i odzieży, srebrne naczynia, zwłaszcza ryton, oraz przeoczony przez złodziei, a znajdujący się przy mężczyźnie w głównej komorze, miecz w złotej pochwie z wyobrażeniem sfinksa oraz sceną walki jelenia i gryfa. W sumie samych złotych ozdób naliczono 600 sztuk. Pochówek zawierał także liczne naczynia szklane, grecką ceramikę czarno malowaną i przybory toaletowe.

### Pektorał

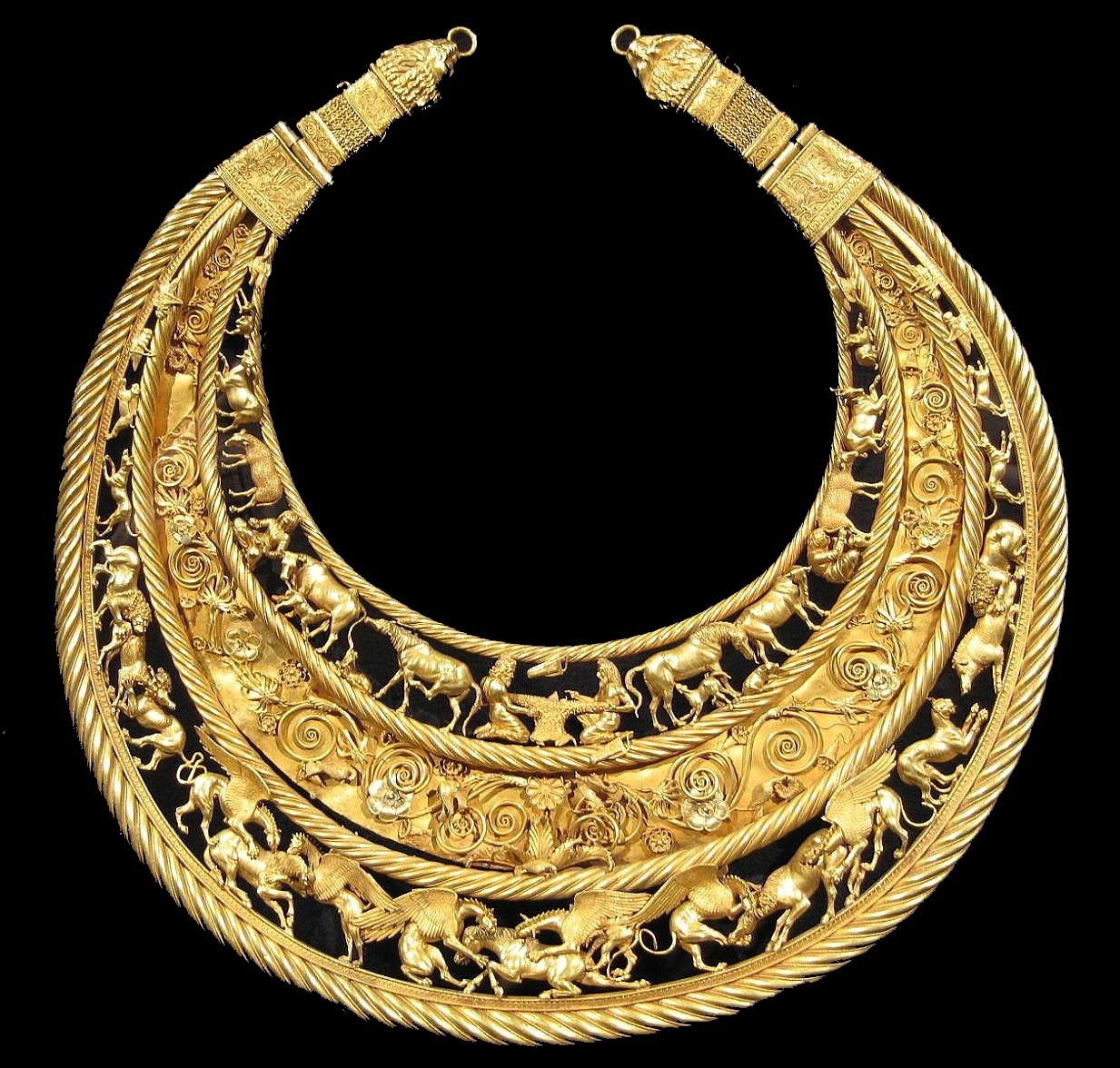
Złoty Pektorał

Najcenniejszym znaleziskiem w Towstej Mohyle jest złoty ażurowy pektorał z bogatą dekoracją w 3 fryzach, przy czym 2 fryzy figuralne rozdzielone są pasem roślinno-ornamentalnym.
Pierwszy przedstawia sceny z życia sceny Scytów, którym towarzyszą liczne figurki zwierząt domowych (krów, koni, owiec, kóz). Centralna scena zawiera przedstawienie 2 mężczyzn oglądających futrzany kaftan, przy czym nad nimi i obok nich leżą kołczany z łukami. Na fryzie drugim znajdują się wyobrażenia dzikich i baśniowych zwierząt, w tym sceny walki koni i jeleni z gryfami oraz przedstawienia dzików, lwów, gepardów i innych zwierząt. Całości dopełniają miniaturowe figurki koników polnych oraz zapięcia w kształcie lwich główek.
Cały napierśnik waży 1150 g, najwyższe figurki liczą niewiele więcej niż 3 cm wysokości, najmniejsze zaś – 5-6 mm. Wszystkie sceny są niesłychanie realistyczne i pełne ekspresji, ujęte z pełnymi realiami wyobrażenia oraz pokrywających je szczegółów. Jest to jeden z najwspanialszych wytworów złotnictwa grecko-scytyjskiego z obszaru Nadczarnomorza, wykazujący wpływy azjatyckie oraz sztuki greckiej.

## Historia odkrycia
O kurhanie jako o miejscu starożytnego pochówku wspomina już książka, wydana w 1903, w której mowa jest o odnalezieniu przez miejscowego chłopa, szukającego w kurhanie skarbu, szkieletu wojownika z żelazną szablą i 27 miedzianymi strzałami. Pomimo tego kurhan nie budził zainteresowania archeologów aż do 1971, kiedy to rozpoczęły się regularne prace wykopaliskowe pod kierunkiem ukraińskiego archeologa Borysa Mozołewskiego. Grobowiec z jego skarbami został odkryty 21 czerwca 1971. Aby dostać się do wnętrza kurhanu archeolodzy musieli wykorzystać spychacze i potężne ciężarówki, a przy konstrukcji wkopu i jego umocnieniu musieli korzystać z pomocy górników z pobliskiej kopalni.
Obecnie wszystkie znaleziska z kurhanu znajdują się w Muzeum Historycznych Kosztowności Ukrainy w Kijowie.